# Galghenwert
Galghenwert is een kantoortoren in Utrecht, gevestigd naast Stadion Galgenwaard, de thuisbasis van de lokale betaaldvoetbalclub FC Utrecht. De toren, opgeleverd in 2008, is 85,6 meter hoog en daarmee de op vijf na hoogste toren van de stad.
Het bouwwerk, ontworpen door de architect Cees Dam, maakt deel uit van het kantorencomplex "Galgenwaard", genoemd naar het naastgelegen stadion. De overige panden van het complex dragen de namen "DOS", "Elinkwijk" en "Velox", naar de drie clubs die in 1970 fuseerden tot FC Utrecht. Het geheel was eigendom van vastgoedfirma Eurocommerce totdat het in 2012 failliet ging in de nasleep van de kredietcrisis. Consultancybedrijf Conclusion, waarvan de naam groot op de zijkant van de toren te vinden is, huurt het grootste gedeelte van Galghenwert.
In maart 2011 werd er door telecombedrijf KPN een zendmast boven op de toren (een van de hoogste punten van de omgeving) geplaatst.